# (6882) Sormano
(6882) Sormano és un asteroide pertanyent al cinturó d'asteroides, descobert el 05 de febrer de 1995 per Piero Sicoli i Valter Giuliani des de l'Observatori Astronòmic Sormano, a Itàlia. Es va designar inicialment com 1995 CC1. Més endavant va ser nomenat en honor de la localitat alpina italiana de Sormano.
Orbita a una distància mitjana del Sol de 2,5529 ua, podent acostar-s'hi fins a 2,2999 ua i allunyar-se'n fins a 2,8058 ua. Té una excentricitat de 0,0990 i una inclinació orbital de 14,3872° graus. Tarda a completar una òrbita al voltant del Sol 1489 dies.
La seva magnitud absoluta és 12,7. Té 8,096 km de diàmetre. Té una albedo estimada de 0,269. El valor del seu període de rotació és de 3,6901 h.